# Neikea
Nella mitologia greca, Neikea (in greco: Νείκεα; singolare: Νεῖκος Neikos) era la dea di litigi, faide e rancori. La Teogonia di Esiodo le identifica come figlie di Eris attraverso  partenogenesi e sorelle di Ponos, Lete, Limós, Algos, Hysminai, Makhai, Phonoi, Androktasiai, Pseudo-logoi, Amphillogiai, Disnomia, Ate e Horkos.